# Luftstraße
Eine Luftstraße (englisch airway, Luftfahrtabkürzung: AWY) dient der Flugsicherung auf viel beflogenen Routen. Sie verläuft in mehreren geradlinigen Stücken zwischen Funkfeuern oder Wegpunkten (englisch intersections) und kann mehrere Staaten durchlaufen. In Europa haben sie typischerweise eine Breite von 10 Nautischen Meilen (etwa 18,5 Kilometer).
Luftstraßen sind neben den Nahverkehrsbereichen (englisch terminal control area, TMA, bei Flughäfen) ein wichtiges Element der Flugsicherungsverfahren. Die Flughöhe wird von der Flugsicherungskontrollstelle zugeteilt, üblicherweise durch Zuweisung einer Flugfläche (englisch flight level, FL), auch unter Berücksichtigung der Regeln für die Wahl von Halbkreisflugflächen.
Verantwortlich für die Flugsicherheit auf den Luftstraßen sind die für augenblickliche Position zuständigen Flugverkehrskontrollstellen (ACC, Area Control Center beziehungsweise UAC, Upper Area Control Center), auf Grund des engen Luftraums in Europa auch unabhängig vom jeweiligen Staat. Die Zuständigkeitsgebiete können mit den Fluginformationsgebieten (FIR, Fluginformationsgebiet) und den Oberen Fluginformationsgebieten (UIR, upper flight information region) zusammenfallen.
In Deutschland nennt man Luftstraßen Flugverkehrsstrecken (ATS-Routes) und verzichtet auf die seitliche Ausdehnung. Luftstraßen im engsten Sinne der Definition existieren also in der Bundesrepublik Deutschland nicht.
Die Positionsbestimmung entlang des Airways erfolgt bordautonom mit Funk-Navigation, Inertial-Navigation oder Satellitennavigation.

## Flugrichtung
Auf Flugkarten sind Luftstraßen häufig zusätzlich zu ihrem Namen mit E oder O gekennzeichnet. „E“ steht für „even“ – „gerade Zahl“, „O“ steht für „odd“ – „ungerade Zahl“. Oft steht noch ein Pfeil davor oder dahinter: zum Beispiel „←E“ oder „E→“ bzw. „←O“ oder „O→“. Das bedeutet, dass diese Luftstraße auf geradzahligen beziehungsweise ungeraden Flugflächen (beziehungsweise IFR-Flughöhen) in der angegebenen Richtung beflogen werden kann. Obwohl die Internationale Zivilluftfahrt-Organisation (ICAO) eigentlich festgelegt hat, dass sich diese Höhen nach den Halbkreisflugregeln zu richten haben, gibt es in Ländern mit bevorzugtem Verkehr in Nord-Süd-Richtung (zum Beispiel Norwegen, Italien oder Florida) zusätzlich Regelungen. Beispielsweise heißt es in Florida zusätzlich: NOSE – northbound odd, southbound even (auf Nordkurs ungerade Flugfläche; auf Südkurs gerade Flugfläche).